# Sociedade União 1º Dezembro
A Sociedade União 1º Dezembro é um clube português, localizado na vila de Sintra, distrito de Lisboa. A equipa disputa os seus jogos caseiros no Campo Conde de Sucena.

## História
A Sociedade Filarmónica União 1º Dezembro foi fundada no dia 1 de Dezembro de 1880, sob foral de D. Carlos, Rei de Portugal, tendo como cor da bandeira o azul, símbolo marcante da monarquia. Os objetivos da Sociedade, à data da sua constituição, eram os de se dedicar à instrução e ao recreio: música, bailes, récitas e outras distrações.
De notar que até 1920 a Sociedade Filarmónica União 1º Dezembro tinha uma magnífica banda de música, designada por Real Filarmónica da Sociedade União 1º Dezembro, que abrilhantava os bailes da Sociedade. Mas mudaram-se os tempos e mudaram-se as vontades. Os “Papos Secos”, assim se designavam os associados do clube, resolveram extinguir a Filarmónica, ficando somente com um pequeno grupo musical.

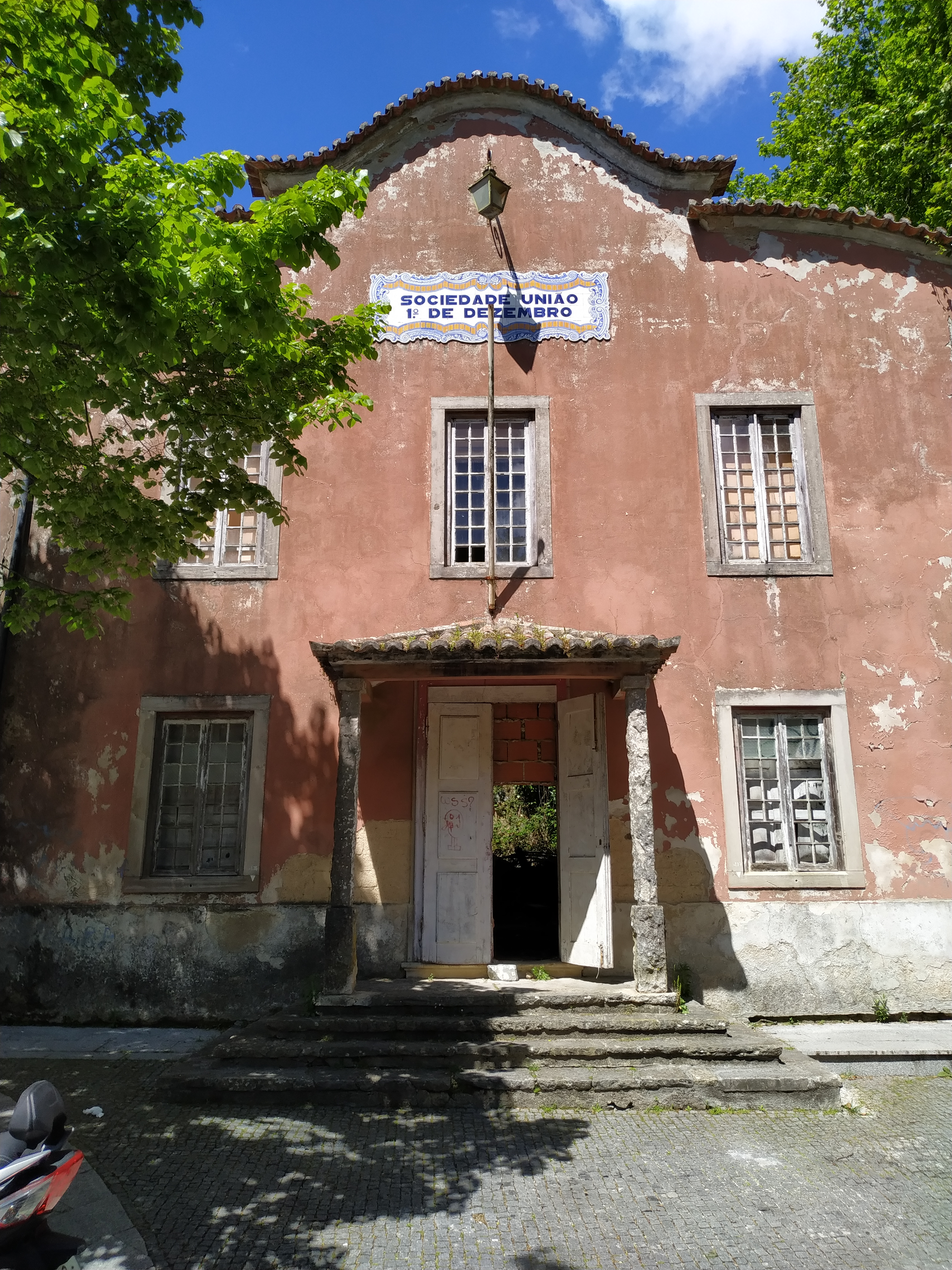
Sociedade União 1.º Dezembro

Por volta do ano de 1933, um grupo de jovens denominado de “Os Terríveis”, que se dedicava à prática de vários desportos, como Ténis de Mesa, Ciclismo e Futebol, debatia-se com grandes dificuldades financeiras para manter a sua secção desportiva.
Em meados de 1935, a direção propôs a sua integração na Sociedade com a criação de uma secção desportiva que,  desde logo, obteve assinaláveis êxitos. Resultante da referida fusão e dada a necessidade de expandir a atividade desportiva, o então Conde de Sucena doou, naquele mesmo ano, os terrenos onde está o nosso Parque de Jogos do 1º Dezembro.
No futebol sénior masculino são de realçar os resultados desportivos obtidos em 2002, com a conquista da Taça da Associação de Futebol de Lisboa. No ano seguinte, o Clube subiu à 3ª Divisão Nacional e atingiu a quarta eliminatória da Taça de Portugal, considerado o melhor resultado de sempre a nível da região de Sintra, tendo sido eliminado pelo Sporting Clube de Portugal. No futebol sénior feminino, foram inúmeros os títulos conquistados pelas atletas do clube, tendo a equipa dominado por completo o panorama futebolístico nacional na última década e meia.

## Futebol feminino
A equipa de futebol feminino jogou no Campeonato Nacional e dominou a primeira década do século XXI. Após o primeiro título no campeonato nacional de 1999/00, a equipa venceu sempre o principal campeonato desde a época de 2001/02 até 2011/12, com um total impressionante de 11 título consecutivos. Os 12 títulos são recorde em Portugal. No final da época 2013/14, a equipa feminina de futebol foi dissolvida devido a problemas económicos .

## 1º Dezembro Futebol SAD
O histórico clube de Sintra constitui a sua SAD a 27 Julho de 2018. Estudámos os modelos de SAD em Portugal e criamos um modelo especificamente pensado para o 1º Dezembro, para a realidade de um clube que só tem futebol. Não olha apenas para a sua 1º equipa, mas para o desenvolvimento integrado de todos os escalões de formação. No 1º Dezembro não existe a separação entre a SAD e o clube. Apesar de serem duas entidades distintas, a gestão passa a ser feita pela SAD, através de uma estrutura profissional, com 3 áreas de intervenção identificadas: Futebol Profissional, Academia Nacional e Programas Internacionais, suportadas pelas áreas Financeira, Marketing e Comunicação.

## Palmarés
- AF Lisboa 2ª Divisão: 2023/24

## Marca do equipamento e Parceiros
A equipa de futebol utiliza equipamento da marca Adidas e tem como parceiros a Casa da Piriquita, Hamburgaria do Campo e a Casa do Preto.